# Этапы жизни
«Этапы жизни» (нем. Die Lebensstufen) — аллегорическая картина немецкого художника-романтика Каспара Давида Фридриха, написанная в 1835 году. Картина была завершена за пять лет до смерти автора. Как и многие другие картины Каспара Давида Фридриха, эту работу рассматривают как размышления художника на тему смерти и быстротечности жизни.

## Общая характеристика
На картине изображён морской берег. На переднем плане мужчина в возрасте, находящийся спиной к зрителю, идёт по направлению к двум взрослым и двум детям на небольшой холмик рядом с гаванью. Числу людей, изображенных на картине соответствуют пять кораблей на заднем плане. Корабли расположены на разном расстоянии от берега и, как полагают, символизируют различные этапы человеческой жизни и её движение к концу, смерти.
Изображённые люди — это художник и его семья. Старый мужчина — это сам Каспар Давид Фридрих, мальчик — его младший сын Густав Адольф, маленькая девочка — его дочь Агнес Адельхайд, девочка постарше — его дочь Эмма, а мужчина в цилиндре — племянник художника Йохан Хайнрих.
Множество картин Каспара Давида Фридриха не связаны с изображением какого-либо реального места. Однако в этой панораме угадывается Уткьек, неподалёку от Грайфсвальда, место рождения художника (современный северо-восток Германии).

## Описание
На картине изображён порт на берегу Балтийского моря во время заката. На заднем плане, в море, видны три корабля, возвращающиеся в порт, большой корабль посередине уже спускает паруса. Две лодки поменьше почти достигли берега, правая плывёт в сторону пяти людей на небольшом холме. Их одежда указывает на то, что они — горожане. Один из них, мальчик, держит над головой шведский флажок, а девочка рядом с ним тянется к нему. Справа от детей полулежит женщина и наклоняется к ним, подняв правую руку.
Вся группа образует полукруг, посередине которого находятся дети, справа и слева от них — мужчина и женщина. Левее всех, немного поотдаль от полукруга стоит пожилой мужчина, причём спиной к зрителю (что встречается и в других картинах художника, например, в «Страннике над морем тумана»). Все, кроме старика, одеты по-летнему, он же облачён в плащ и шляпу.
Пяти людям на берегу соответствуют пять кораблей в море: корабль по центру олицетворяет мать, маленькие лодки у берега — детей, которые, как и лодки, лишь начинают свой путь в мелкой и чистой воде. Корабли на горизонте символизируют более поздние этапы жизни двух мужчин, изображенных на картине. Самый дальний корабль как бы исчезает за горизонтом, олицетворяя старца, ожидающего смерти.
Существует и другая интерпретация: дальние корабли рассматриваются как отец и мать, отплывающие навстречу жизни и воспитанию детей, когда как отживший своё корабль по центру пришвартовывается, готовясь жизнь завершить, как и пожилой мужчина.

## Шведский флажок
Грайфсвальд, родной город Каспара Давида Фридриха, принадлежал герцогству Померания до 1630 года, затем с 1630 по 1815 год — Швеции (в составе Шведской Померании). В 1815 году город вошёл в состав прусской провинции Померания. На картине дочь художника Агнес Адельхайд и его сын Густав Адольф держат шведский флаг через 20 лет после передачи Грайфсвальда Пруссии. Кроме того, за морем, изображённым на картине, лежит берег Швеции, а сын художника Густав Адольф назван в честь шведского короля Густава IV Адольфа. Шведский писатель Пер Даниель Амадеус Аттербум так прокомментировал это:
Фридрих — померанец… и считает себя наполовину шведом.

## Название картины
В соответствии с романтическими идеалами того времени, Каспар Давид Фридрих хотел, чтобы его картины взаимодействовали со зрителем лишь визуально, и потому не хотел, чтобы название выдавало смысл картины. Предполагается, что название «Этапы жизни» картине дали в период возрождения интереса к художнику в XIX—XX веках, а изначальное название было другим.